# Crash My Party
Crash My Party é o quarto álbum de estúdio do cantor norte-americano Luke Bryan, lançado em 13 de agosto de 2013 pela Capitol Records Nashville.

## Lista de faixas
| N.º            | Título                    | Compositor(es)                                  | Duração |  |
| 1.             | "That's My Kind of Night" | Dallas Davidson, Chris DeStefano, Ashley Gorley | 3:10    |  |
| 2.             | "Beer in the Headlights"  | Michael Carter, Brandon Kinney, Cole Swindell   | 2:52    |  |
| 3.             | "Crash My Party"          | Rodney Clawson, Gorley                          | 3:55    |  |
| 4.             | "Roller Coaster"          | Carter, Swindell                                | 4:19    |  |
| 5.             | "We Run This Town"        | Gorley, Davidson, Kelley Lovelace               | 3:14    |  |
| 6.             | "Drink a Beer"            | Jim Beavers, Chris Stapleton                    | 3:23    |  |
| 7.             | "I See You"               | Luke Bryan, Gorley, Luke Laird                  | 3:06    |  |
| 8.             | "Goodbye Girl"            | Shane McAnally, Josh Osborne, Matt Ramsey       | 2:39    |  |
| 9.             | "Play It Again"           | Davidson, Gorley                                | 3:47    |  |
| 10.            | "Blood Brothers"          | Brett James, Bobby Pinson                       | 4:03    |  |
| 11.            | "Out Like That"           | Aaron Goodvin, Adam Sanders, Swindell           | 3:18    |  |
| 12.            | "Shut It Down"            | Tony Martin, Wendell Mobley, Neil Thrasher      | 3:16    |  |
| 13.            | "Dirt Road Diary"         | Rhett Akins, Bryan, Davidson, Ben Hayslip       | 3:31    |  |
| Duração total: | Duração total:            | Duração total:                                  | 44:33   |  |

| Edição estendida |                                         |                                                        |         |  |
| N.º              | Título                                  | Compositor(es)                                         | Duração |  |
| 14.              | "What Is It with You"                   | Bryan, Shane Minor, Jeff Stevens                       | 4:00    |  |
| 15.              | "Sunburnt Lips"                         | Thomas Rhett Akins, Lee Brice, Rob Hatch, Lance Miller | 3:25    |  |
| 16.              | "Better Than My Heart"                  | Bryan, Stevens, Lonnie Wilson                          | 3:44    |  |
| 17.              | "Your Mama Should've Named You Whiskey" | Laird, Jeremy Spillman, T. R. Akins                    | 3:42    |  |

## Recepção pela crítica
O portal Metacritic, a partir de oito resenhas recolhidas, deu 55 pontos ao Crash My Party em uma escala que vai até cem, indicando "análises mistas ou medianas". Stephen Thomas Erlewine, redator do Allmusic, disse que algumas das faixas parecem levemente bolinhos-de-corte, mas ao mesmo tempo ele parece mais experiente e alguém que abraça a verdadeira vida rural acerca de 2013. Para o The Boston Globe, Sarah Rodman deu ao álbum uma revisão mista, e escreveu que o disco soa um pouco que genérico "mas a maioria dos registros é dedicada aos jogos de "festa" que ouvimos Bryan [...] e muitos outros no country contemporânea [...] antes de tocar." Eric Allen do American Songwriter notou que "Crash My Party é melodiosamente gratificante, apesar de seus erros líricos esporádicos."

## Desempenho nas tabelas musicais
| Parada                                    | Melhor posição |
| ----------------------------------------- | -------------- |
| Canadá (Canadian Albums Chart)            | 1              |
| Estados Unidos (Billboard 200)            | 1              |
| Estados Unidos (Billboard Country Albums) | 1              |

| País           | Associação   | Certificação | Vendas     |
| -------------- | ------------ | ------------ | ---------- |
| Estados Unidos | RIAA         | Platina      | 1.000.000+ |
| Canadá         | Music Canada | Platina      | 80.000+    |

## Histórico de lançamento
| País           | Data                 | Formato          | Gravadora                 |
| -------------- | -------------------- | ---------------- | ------------------------- |
| Canadá         | 14 de agosto de 2007 | download digital | Capitol Records Nashville |
| Estados Unidos | 14 de agosto de 2007 | download digital | Capitol Records Nashville |